# A.W. Sandberg
Anders Wilhelm (William) Sandberg (22. maj 1887 i Viborg – 27. marts 1938 i Bad Nauheim, Tyskland) var en dansk filminstruktør, der samtidig fungerede som filmfotograf og manuskriptforfatter. Han lavede 58 film for Nordisk Film i perioden 1914-25, hvor han til de 19 af dem også havde leveret manuskriptet og i 15 tilfælde selv stod bag kameraet.
Han var gift tre gange, første gang med skuespillerinden Karen Møller, derefter med skuespillerinden Else Frölich og endelig med skuespillerinden Ruth Jacobsen.

## Filmografi
- Til Danmark over de store Broer (1936)
- Millionærdrengen (1936)
- Fem raske piger (1933)
- Den gule Danserinde (1931)
- Revolutionsbryllup (1928)
- Klovnen (1926)
- Maharajahens Yndlingshustru (1926)
- Fra Piazza del Popolo (1925)
- Lille Dorrit (1924)
- Wienerbarnet (1924)
- Kan Kvinder fejle? (1924)
- Min Ven Privatdetektiven (1924)
- Kærligheds-Øen (1924)
- Morænen (1924)
- Lasse Månsson fra Skaane (1923)
- Nedbrudte Nerver (1923)
- Paa Slaget 12 (1923)
- Den sidste Dans (1923)
- Pigen fra Sydhavsøen (1922)
- Store Forventninger (1922)
- David Copperfield (1922)
- Vor fælles Ven (1921)
- Kan disse Øjne lyve? (1921)
- Stodderprinsessen (1920)
- Kærlighedsvalsen (1920)
- Det døde Skib (1920)
- Kærlighedsleg (1919)
- Solskinsbørnene (1919)
- Kærlighedens Almagt (1919)
- Rytterstatuen (1919)
- De mystiske Fodspor (1918)
- Manden med Arret (1918)
- En Kunstners Kærlighed (1918)
- Klovnen (1917)
- Mellem de yderste Skær (1917)
- Manden med de ni Fingre V (1917)
- Manden med de ni Fingre I (1915)
- Skorstensfejeren kommer i Morgen (1914)